# Линия A (RER)

Схема линии с указанием тарифных зон

Линия А RER — линия пригородного сообщения Парижа с регионом Иль-де-Франс. Является первой линией RER.

## История
О торжественном начале строительства линии было объявлено в июле 1961 г., окончательный проект разработан в 1965 г. Первая очередь («Насьон» — «Буасси-Сен-Леже») была открыта 12 декабря 1969 г., в этот же день линия получила название RER А. 9 декабря 1977 г. западный и восточный участки линии («Насьон» — «Буаси» и «Обер» — «Сен-Жермен-ан-Лэ») соединились под землёй в самом центре Парижа, на станции «Шатле — Ле-Аль», обеспечив пересадку сразу на несколько линий метрополитена. 
В 1994 году были открыты последние станции. На ближайшее будущее проектов расширения линии нет, но есть проекты по модернизации некоторых станций.

## Сеть
Сегодня линия состоит из 46 станции. Имеет длину 109 километров (из которых 26 находятся под землёй). Из 46 станций 35 принадлежат RATP, а остальные 11 — SNCF. Имеет 5 конечных пунктов:
- А1 Сен-Жермен-ан-Ле
- А2 Буасси-Сен-Леже
- А3 Сержи-ле-О
- А4 Марн-ля-Валле-Шесси-Евродисней
- А5 Пуасси

## Подвижной состав
- MI 09